# Зад борда (филм, 2018)
„Зад борда“ (на английски: Overboard) е американска романтична комедия от 2018 г., римейк на едноименния филм от 1987 г. Режисьор е Роб Грийнбърг, а във филма участват Еухенио Дербес, Ана Фарис, Ева Лонгория и Джон Хана.